# Isioka Eiko
Isioka Eiko (石岡 瑛子; Hepburn: Ishioka Eiko; Tokió, 1938. július 12. – Tokió, 2012. január 21.) Oscar-díjas japán kosztüm- és jelmeztervező. 2008-ban a pekingi olimpia jelmeztervezője volt.

## Filmjei
| Év   | Eredeti cím                      | Magyar cím                 | Rendező                        |
| ---- | -------------------------------- | -------------------------- | ------------------------------ |
| 1985 | Mishima: A Life in Four Chapters |                            | Paul Schrader                  |
| 1991 | Closet Land                      |                            | Radha Bharadwaj                |
| 1992 | Dracula                          | Drakula                    | Francis Ford Coppola           |
| 2000 | The Cell                         | A sejt                     | Tarsem Singh                   |
| 2003 | Cirque du Soleil: Varekai        | Cirque du Soleil - Varekai | Nick Morris, Dominic Champagne |
| 2006 | The Fall                         | Zuhanás                    | Tarsem Singh                   |
| 2007 | Theresa: The Body of Christ      |                            | Ray Loriga                     |
| 2012 | Mirror Mirror                    | Tükröm, tükröm             | Tarsem Singh                   |

## Díjak és jelölések
Isioka Eiko nyert Oscar-díjat, valamint két másik díjat is elnyert és további négyre jelölt volt.
Oscar-díj
- 1993 - Díj a legjobb kosztümtervezésért (Drakula)

BAFTA-díj
- 1994 - Jelölés a legjobb kosztümtervezésért (Drakula)